# 大阪單軌電車
大阪單軌電車（日语：／ Ōsaka Monorēru */?），舊稱大阪高速鐵道（日语：／ Ōsaka Kōsoku Tetsudō */?）是日本的一家經營大阪府內兩條跨座式單軌鐵路路線，由大阪府出資的第三部門的公司。總部位於大阪府豐中市新千里東町一丁目1番5號。在關西的大手私鐵中，大阪高速鐵道只能和阪急及京阪換乘，然而關西各大手私鐵公司均是大阪高速鐵道的股東。大阪高速鐵道經營的兩條路線分別是大阪單軌電車線和國際文化公園都市線（彩都線）。

## 歷史

### 公司發展
大阪都市圈是指以大阪為中心發展出去的都市結構，周邊鐵路網的發展正好反映了這樣的發展模式。隨著都市圈的擴張，中心地區發展變得過度集中，而周邊的新發展區又存在著既有鐵路服務不足的問題。因此，建立一條以促進大阪府均衡發展，緩和中心地區的拥挤程度，為周邊地區提供交通服務，以及提供代替私家車的代步方式為目標的新线路便顯得十分重要。
1966年8月，為了方便遊客前往1970年日本萬國博覽會的會場，政府提出了一條與從市中心伸延出來的國鐵網絡及九條私鐵路線交錯的鐵路方案。该方案暫定沿著府道大阪中央環状線建設，從與阪急千里線交錯點到與國鐵關西本線交錯之處，总長26.1公里，并考慮延長到堺市和西宮市。
在1967年提出的大阪地方計畫指出：「大阪府內的交通網一向都是從既有市中心向外發展的放射式網絡。然而，無論從管理城市還是發展地區角度來看，都有必要盡快建造環狀路線和周邊地區之間的交通路線。」
1971年1月，大阪府企劃室提出以下設想:「大阪府有必要發展成多核心城市以緩和市民向市中心過度集中的影響。因此，建設南北向穿過大阪東面，從大阪東面和西面把北大阪和南大阪連接起來的中央環狀鐵道便成了有力的戰略。這條環狀鐵道有機會採用單軌鐵路等新型鐵路運輸方式，同時新鐵路將在車站周邊地區扮演開荒牛的角色。」

### 年表
- 1980年12月15日 設立
- 1990年6月1日 大阪單軌電車線南茨木站－千里中央站間通車。
- 1994年9月30日 大阪單軌電車線柴原站－千里中央站間通車。
- 1997年4月1日 大阪單軌電車線柴原站－大阪空港間通車。同時，茨木站更名為宇野邊站。
- 1997年8月22日 大阪單軌電車線南茨木站－門真市站間通車。
- 1998年10月1日 彩都線萬博記念公園站－阪大病院前站間通車。
- 2006年2月1日 引進PiTaPa系統，同時也可使用ICOCA。
- 2007年2月1日 學生月票的折扣從半價減至四折。
- 2007年3月19日 彩都線阪大病院前站－彩都西站間通車。全線引入車站編號系統。
- 2013年3月23日 全日本乘車智能卡開始互相通用，乘車可使用Kitaca、PASMO、Suica、manaca、TOICA、nimoca、快捷卡、SUGOCA。
- 2016年8月1日  總部由大阪府豐中市新千里東町1-1-5的千里中央大廈搬遷到現在所在地。[2]
- 2017年4月1日 ICOCA及其月票開始在各站出售，也開始發售與阪急電鐵和北大阪急行電鐵等私鐵公司的聯營月票。[3][4][5]

## 路線
大阪高速鐵道營運以下路線：
| 中文線名                             | 日文線名 | 起點               | 終點         | 距離（公里） |
| ------------------------------------ | -------- | ------------------ | ------------ | ------------ |
| 大阪單軌電車線                       |          | 大阪機場（11）     | 門真市（24） | 21.2         |
| 國際文化公園都市單軌電車線（彩都線） |          | 萬博紀念公園（17） | 彩都西（54） | 6.8          |

2004年，來自近畿地方交通審議會的報告草案「在京阪神圈構成被中長期期待之鐵路網絡的新路線」中出現了大阪單軌電車線 門真市 - 鴻池新田 -荒本 - 瓜生堂間8.7公里的延伸方案。雖然該提案草案中的這一路段被長期擱置，但到了2013年4月，大阪府知事松井一郎向有關部門發出了「應使用自2001年以来累積的盈餘回饋市民」的指示，要求進行商業檢視，例如檢視路線等。於是，大阪高速鐵道為該計劃進行公開投標，並將結果上呈府議會，於2016年召開工程會議，預計2019年動工，2029年竣工。
此外，彩都線的阪大病院前 - 彩都西間4.2公里於2007年3月19日開業時，有為對應國際文化公園都市發展的延伸路段（彩都西－東中心）而預留的設施。然而，考慮到利潤問題，該延伸線於2017年1月被擱置。
現時路線上最陡峭的斜坡斜率達50‰（有數段），最急彎半徑僅100米（螢池站 - 柴原站間）。

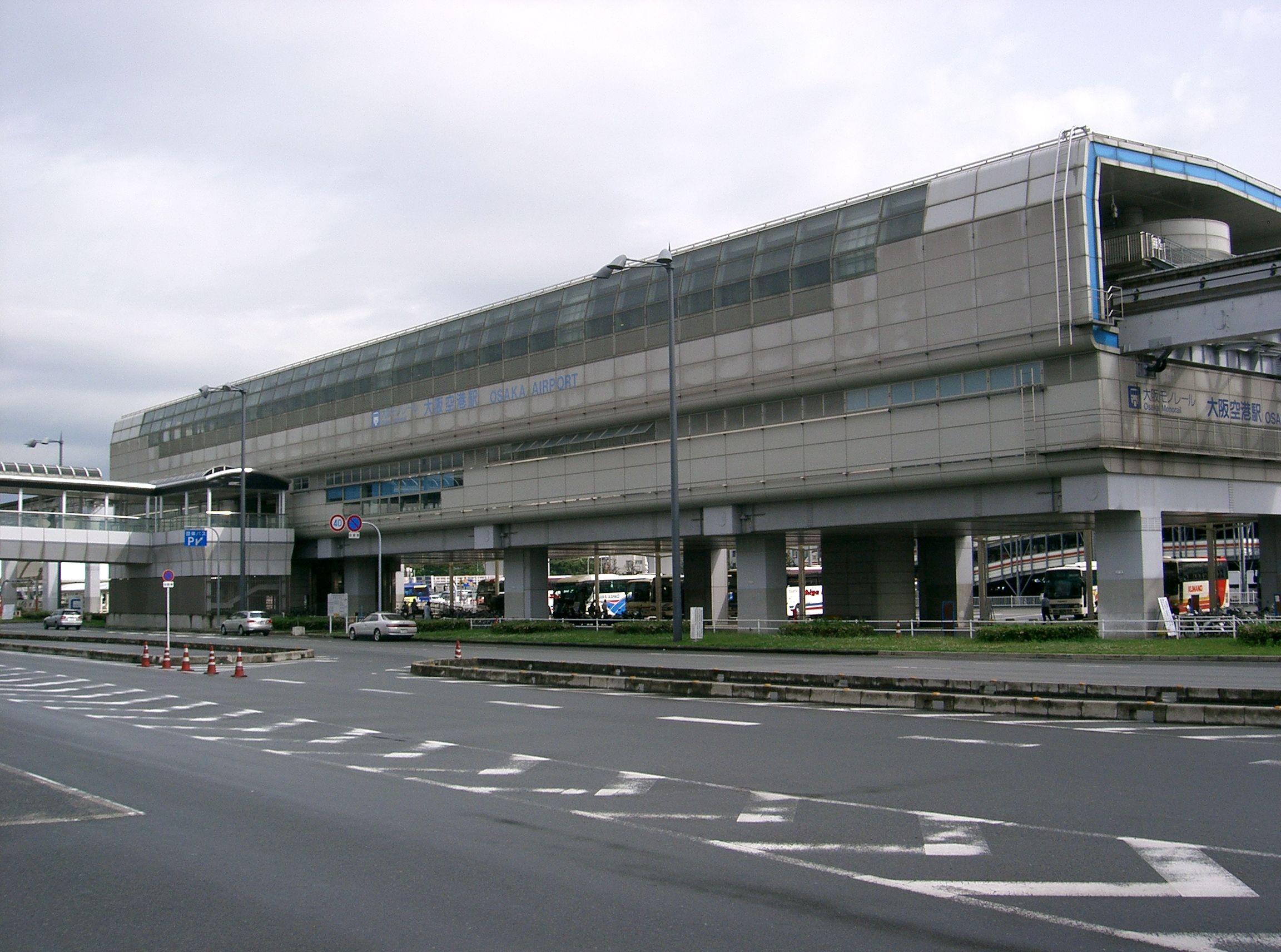
大阪高速鐵道大阪空港站

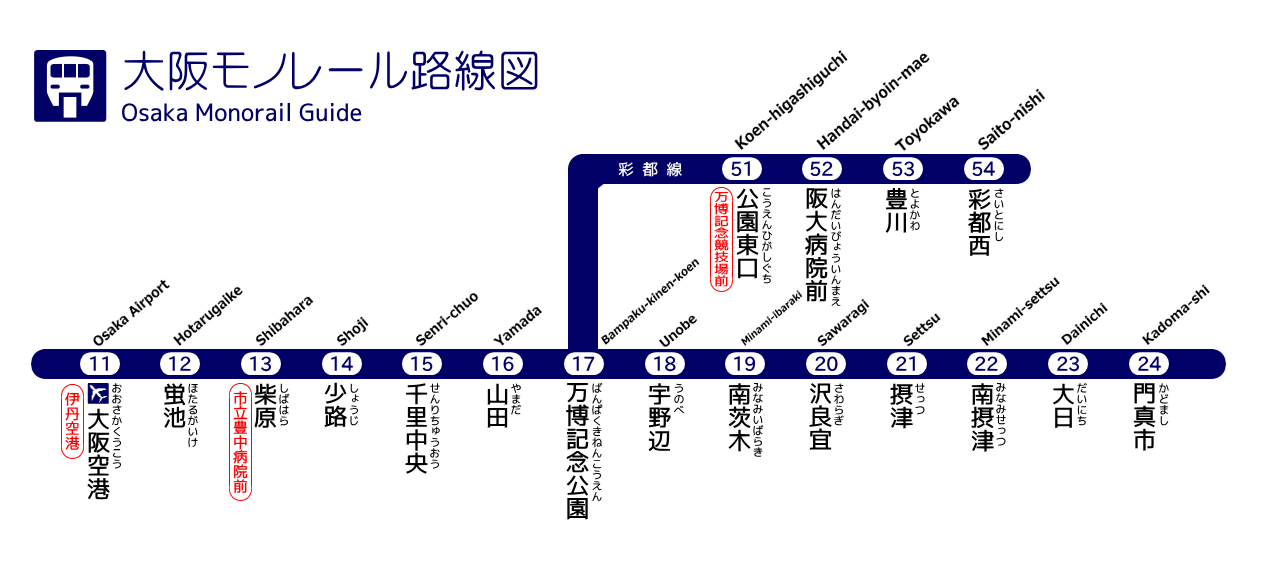
大阪高速鐵道路線圖

## 使用車輛

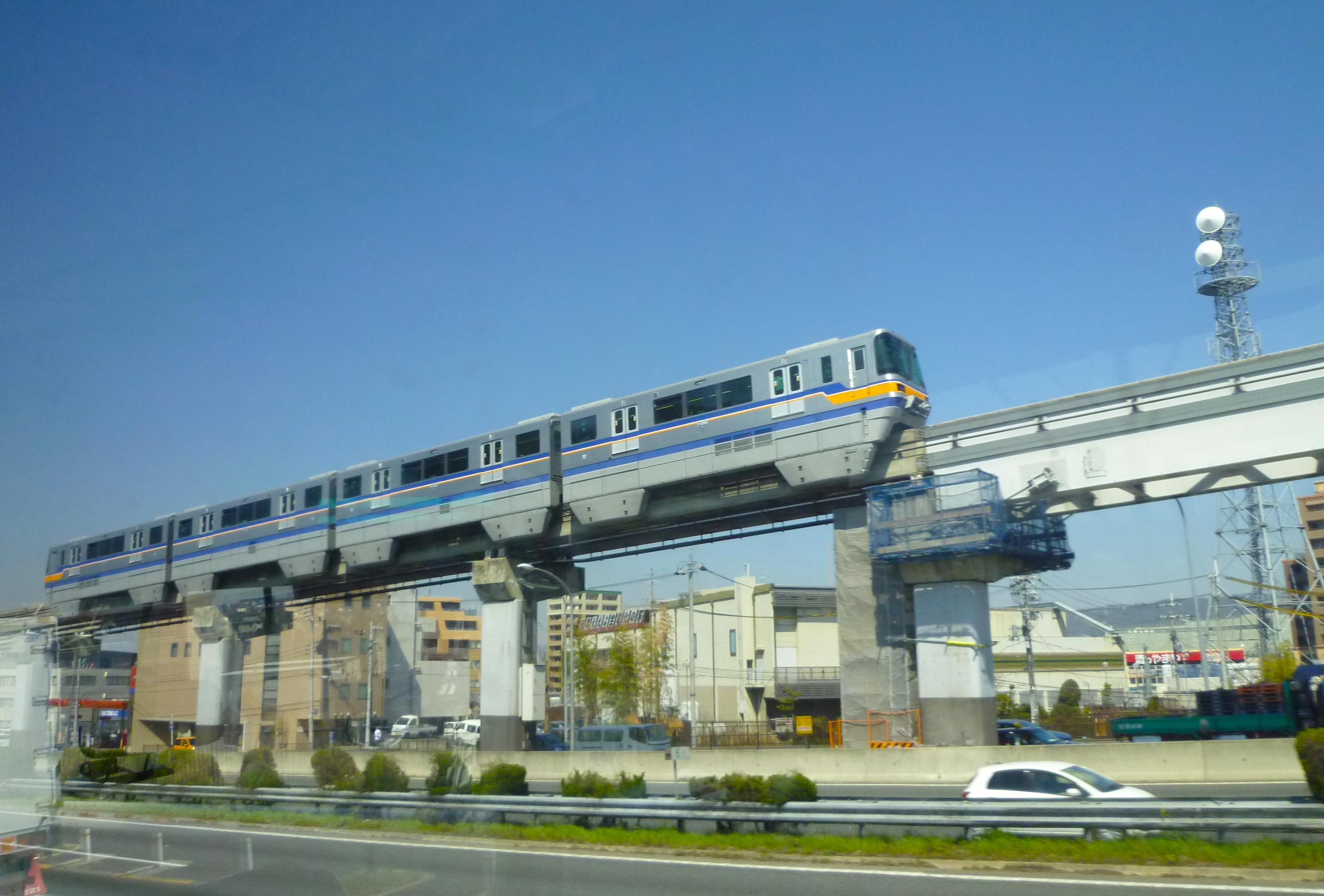
2000系

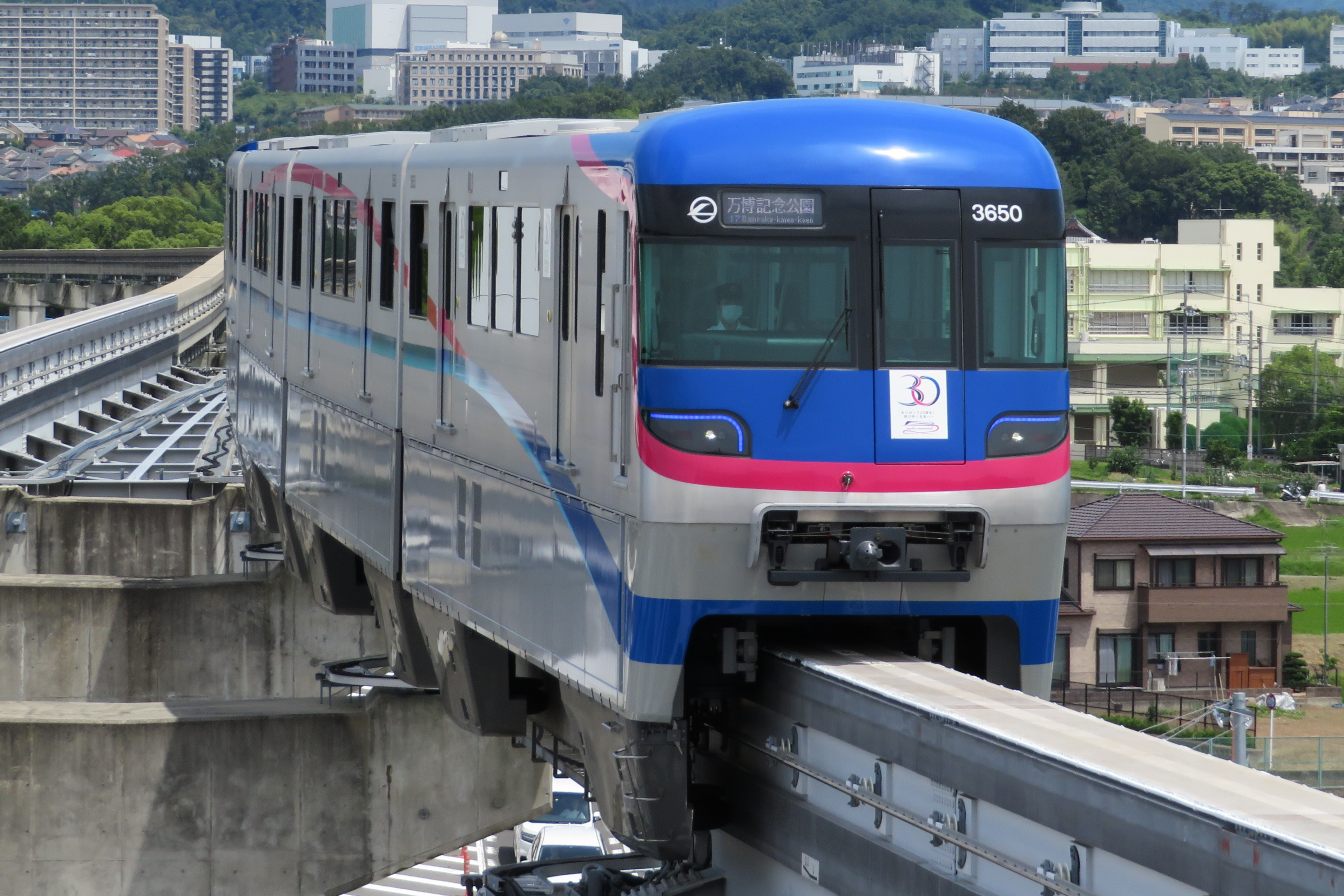
3000系

一般來說所有列車均會全線運行，但在2007年3月19日國際文化公園都市單軌電車線（彩都線）通車後，由於部分彩都線列車會進入大阪單軌電車線（本線）直通運行至千里中央，不時有本線乘客錯誤乘搭會於中途離開本線進入彩都線之列車。有鑑於此，自2007年7月起，未有配備側面方向指示牌的列車皆不會進入彩都線，此安排直至全線列車均配備側面方向指示牌為止。

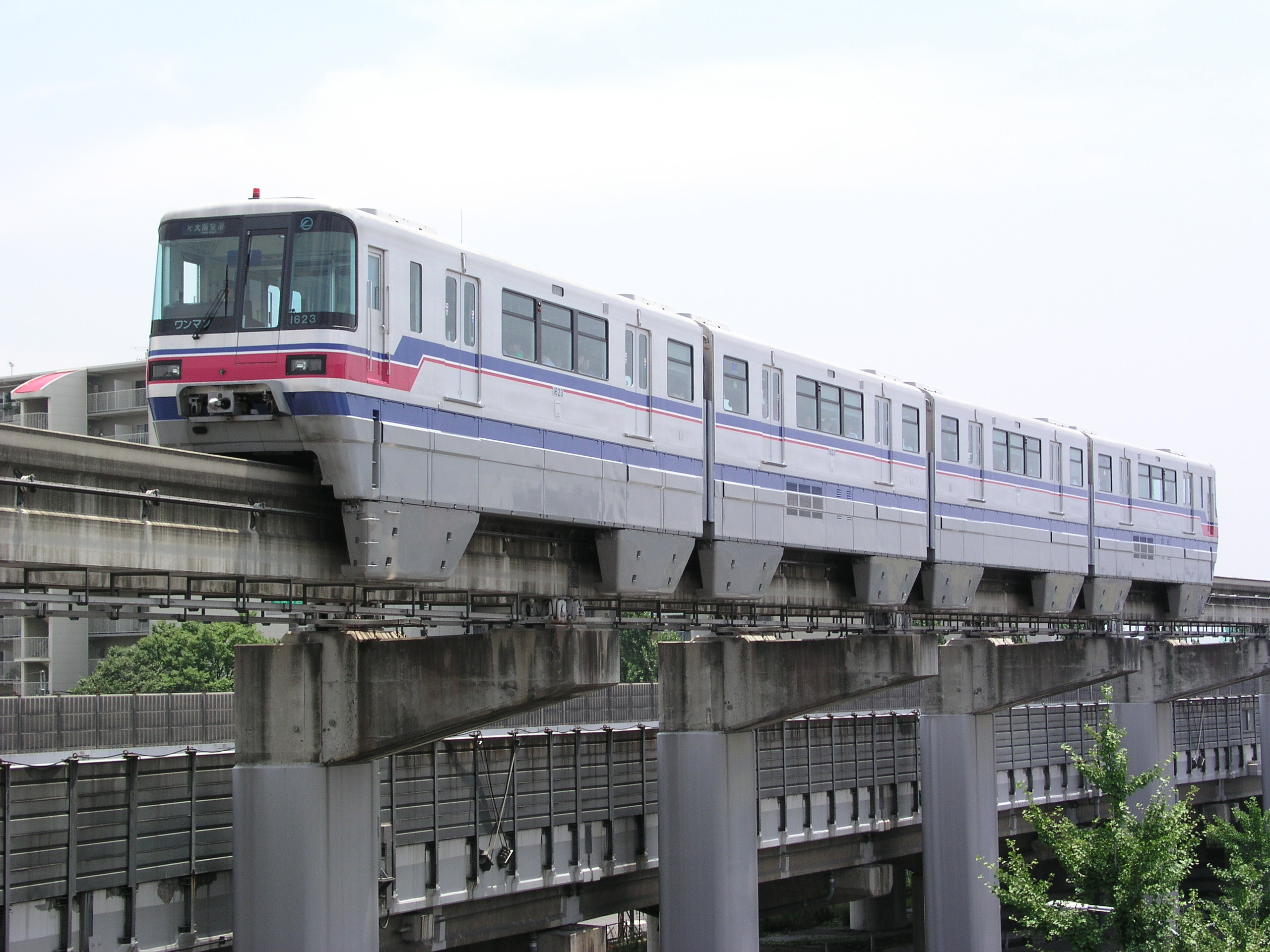
1000系

現有車輛：
- 1000系

- 2000系

- 3000系

## 車費
| 里程       | 車費 |
| ---------- | ---- |
| 2公里以下  | ¥200 |
| 4公里以下  | ¥250 |
| 6公里以下  | ¥290 |
| 8公里以下  | ¥330 |
| 10公里以下 | ¥370 |
| 12公里以下 | ¥400 |
| 14公里以下 | ¥430 |
| 16公里以下 | ¥460 |
| 18公里以下 | ¥490 |
| 20公里以下 | ¥520 |
| 22公里以下 | ¥550 |

全線均可利用PitaPa與ICOCA等智能交通卡，使用PitaPa可享多次乘車優惠，ICOCA亦於2017年4月1日推出智能月票。

## 外部連結
- 大阪高速鐵道官方網站（页面存档备份，存于）